# 夢じゃない世界。
「夢じゃない世界。」（ゆめじゃないせかい）は、2003年1月にリリースされたFANATIC◇CRISISの通算27枚目のシングルである。発売元はSTOICSTONE。

## 解説
前作より2ヵ月半ぶりのシングル。売り上げは前作をやや上回った。
タイトル曲にタイアップはついておらず、「ゆらぎ」以来6作振り。

## 収録曲
全作詞・作曲：石月努、編曲：神林義弘・FANATIC◇CRISIS
1. 夢じゃない世界。 [4:35]
2. Queen [3:13]
3. リフレイン [4:21]
4. 夢じゃない世界。 (Vox Less Version)
5. Queen (Vox Less Version)
6. リフレイン (Vox Less Version)

## 収録作品
- neverland（#1）
- THE BEST of FANATIC◇CRISIS Single Collection02（#1）
- THE BEST of FANATIC◇CRISIS B-Side Collection（#2,3）